# Astylosternus batesi
Astylosternus batesi és una espècie de granota que viu al Camerun, República Centreafricana, República del Congo, República Democràtica del Congo, Guinea Equatorial i Gabon.
Està amenaçada d'extinció per la pèrdua del seu hàbitat natural.